# 国際空手道連盟 極真会館 世界全極真
一般社団法人 国際空手道連盟 極真会館 世界全極真（こくさいからてどうれんめい きょくしんかいかん せかいぜんきょくしん、英語: International Karate Organization World Zen-Kyokushin）は、日本のフルコンタクト空手団体。極真カラテ諸派の統括組織。

## 全極真とは
極真会館黎明期から支えてきた長谷川一幸と次代を継ぐ世界チャンピオンである纐纈卓真が中心となり、極真各派、フルコンタクト空手諸団体と共に協力関係を構築し、空手界の一層の発展に尽力し、世界各国、国内各地区で活動していく。

## 役員
- 総師・長谷川一幸（範士）
- 代表・纐纈卓真

## 主な開催大会
- 全日本ジュニアチャンピオンシップ

## 一般社団法人 国際空手道連盟 極真会館支部長会[2]
● 会員（名前・役職名）※アイウエオ順
- 安斎友吉（国際空手道連盟極真会館安斎道場 最高師範）
- 岡田幸雄（一般社団法人極真会館 常任理事 主席師範）
- 河西泰浩（極真会館滋賀県総本部 総師範）
- 桑島保浩（一般社団法人極真会館 理事 師範）
- 七戸康博（一般社団法人極真会館 理事長 主席師範）
- 瀬戸利一（一般社団法人極真会館 参与 上席師範）
- 田畑繁（一般社団法人極真会館 副理事長 主席師範）
- 竹隆光（一般社団法人国際空手道連盟ワールド極真会館 代表理事）
- 高橋康夫（一般社団法人極真会館 常任理事 主席師範）
- 長谷川一幸（国際空手道連盟極真会館世界全極真 総帥）
- 長谷場讓（極真会館長谷場道場 代表）
- 浜井識安（国際空手道連盟極真会館浜井派 会長）
- 水口敏夫（国際空手道連盟極真会館水口派 代表師範）
- 三村恭司（一般社団法人極真会館 熊本県 早田道場 最高師範）
- 三和純  （一般社団法人極真会館 理事 上席師範）